# 老圩乡
老圩乡，是中华人民共和国江苏省泰州市兴化市下辖的一个乡镇级行政单位。

## 行政区划
老圩乡下辖以下地区：
振兴社区、肖家村、民乐村、联合村、韩周村、双徐村、西风村、钟南村、安东村、孙联村、朱文村、葛扬村、双葛村、文邱村、郭徐村和潘王村。